# 4-硫脲嘧啶
4-硫脲嘧啶是一种含氮有机硫化合物，分子式C
4H
4N
2OS，属于尿嘧啶类似物，其4号位的氧原子被硫原子取代，为4-硫代尿苷的组成部分。